# Ems-Jade-kanalen

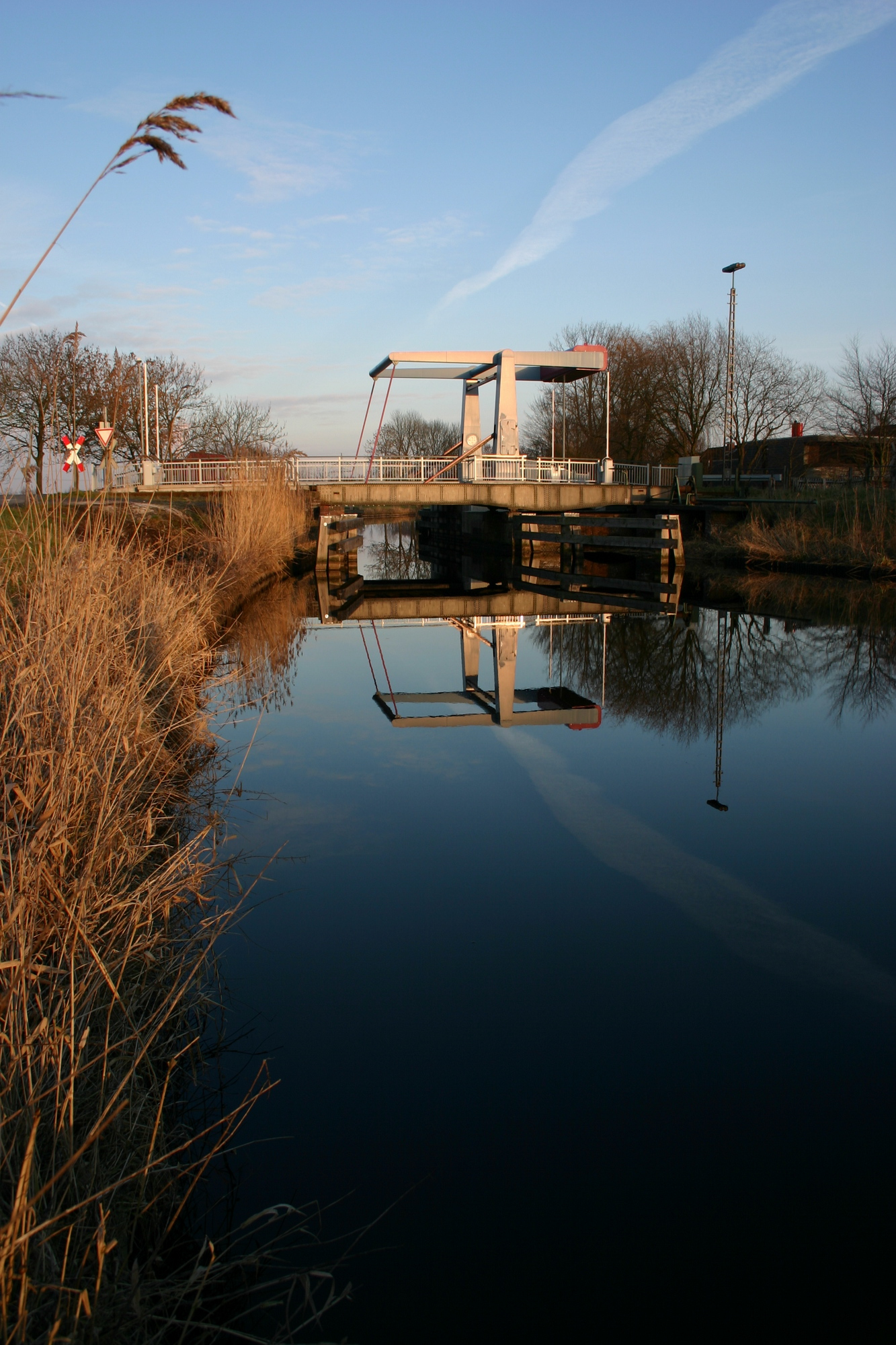
Ems-Jade-kanalen vid Sande

Ems-Jade-kanalen är en förbindelse mellan floden Ems vid Emden i Ostfriesland och havsbukten Jadebusen vid Wilhelmshaven. Kanalen är en mycket viktig del av Ostfrieslands avvattningssystem vilket gör att denna del av Tyskland kan bebos. Kanalen drivs och underhålls av delstaten Niedersachsen. 

## Historia
Ems-Jade-kanalen byggdes åren 1880-1888 i syfte att förbinda den preussiska flottbasen Wilhelmshaven i Oldenburg med det likaså preussiska Ostfriesland. Kanalen byggdes både för att förbättra avvattningen i det inre av Ostfriesland och för att täcka jordbrukets och handelns transportbehov. Mellan Emden och Aurich fanns sedan tidigare en kanal, Treckschuitenfahrtskanal, som byggdes åren 1798-1800.

## Fakta om kanalen
Kanalen är 72,3 kilometer lång och passerar följande orter:
- Emden (Ems)
- Ihlow
- Südbrookmerland
- Aurich
- Reepsholt i Friedeburg
- Sande
- Wilhelmshaven (Jadebusen)

Kanalen har sex slussar och korsas av 15 fasta och 26 rörliga broar. Kanalen kan användas av båtar som är högst 33 meter långa, 6,20 meter breda och med ett djup på högst 1,70 meter. Numera används kanalen huvudsakligen av fritidsbåtar, men under senare har även yrkestrafiken på kanalen kommit att öka igen, särskilt runt Aurich. 
I Emden korsar kanalen Emdens vallgrav. Från Emden finns även en förbindelsekanal till Dortmund-Ems-kanalen. Norr om Wiesmoor strålar Ems-Jade-kanalen samman med Nordgeorgsfehnkanalen som förbinder floderna Jümme, Leda och Ems. Via Leda, Elisabethfehnkanal och Küstenkanal finns en förbindelse med Oldenburg och floden Weser.
Ems-Jade-kanalen är delvis anlagd så att den är högre än det omkringliggande jordbrukslandskapet. Kanalen är ca 2 meter högre än landskapet och fungerar på detta sätt som en skyddsvall mot översvämningar i samband med stormfloder. 